# Мидл-Ривер (тауншип)
Мидл-Ривер (англ. Middle River) — тауншип в округе Маршалл, Миннесота, США. На 2000 год его население составило 102 человек.

## География
По данным Бюро переписи населения США площадь тауншипа составляет 90,2 км², из которых 90,2 км² занимает суша, водоёмов нет.

## Демография
По данным переписи населения 2000 года здесь находились 102 человека, 40 домохозяйств и 33 семьи. Плотность населения —  1,1 чел./км². На территории тауншипа расположено 42 постройки со средней плотностью 0,5 построек на один квадратный километр. Расовый состав населения: 96,08 % белых, 3,92 % — других рас США. Испанцы или латиноамериканцы любой расы составляли 3,92 % от популяции тауншипа.
Из 40 домохозяйств в 27,5 % воспитывались дети до 18 лет, в 70,0 % проживали супружеские пары, в 2,5 % проживали незамужние женщины и в 17,5 % домохозяйств проживали несемейные люди. 17,5 % домохозяйств состояли из одного человека, при том 5,0 % из — одиноких пожилых людей старше 65 лет. Средний размер домохозяйства — 2,55, а семьи — 2,73 человека.
23,5 % населения младше 18 лет, 1,0 % в возрасте от 18 до 24 лет, 28,4 % от 25 до 44, 27,5 % от 45 до 64 и 19,6 % старше 65 лет. Средний возраст — 44 года. На каждые 100 женщин приходилось 112,5 мужчин. На каждые 100 женщин старше 18 приходилось 116,7 мужчин.
Средний годовой доход домохозяйства составлял 37 500 долларов, а средний годовой доход семьи —  40 000 долларов. Средний доход мужчин —  17 250  долларов, в то время как у женщин — 18 500. Доход на душу населения составил 16 793 доллара. За чертой бедности находились 7,1 % семей и 7,3 % всего населения тауншипа, из которых 12,5 % младше 18 лет.